# Ивиньичаман
Ивиньичаман — остров в России, расположенный юго-западнее мыса Кинги и северо-восточнее устья реки Подкагерная, в бухте Тануигинан в юго-восточной части Пенжинской губы в заливе Шелихова в Охотском море, к юго-западу от островов Второй и Конус у северной части западного побережья полуострова Камчатка. Относится к Карагинскому району Камчатского края.